# Andrenosoma clauscicella
Andrenosoma clauscicella är en tvåvingeart som först beskrevs av Macquart 1850.  Andrenosoma clauscicella ingår i släktet Andrenosoma och familjen rovflugor.
Artens utbredningsområde är Guyana. Inga underarter finns listade i Catalogue of Life.